# Tapera (município)
Tapera é um município brasileiro do estado do Rio Grande do Sul.

## Geografia
Localiza-se a uma latitude 28º37'34" sul e a uma longitude 52º52'12" oeste, estando a uma altitude de 409 metros.
Possui uma área de 182,46 km² e sua população estimada em 2014 era de 10.796 habitantes, formada principalmente por descendentes de imigrantes alemães e italianos.
Vias de acesso
- RS-223
- RS-332

## Origem do Nome
O nome do município deve-se a um antigo casebre (uma "tapera", termo de origem tupi que significa "aldeia extinta", pela junção de taba, aldeia e ûera, extinta) existente na região onde hoje situa-se o centro da cidade, que servia de paradeiro para viajantes que passavam por ali.

## Economia
Uma das principais indústrias do município foi, durante oito décadas, o Curtume Mombelli, situado no centro da cidade, que encerrou suas atividades em 2012.